# MenuetOS
MenuetOS est un système d'exploitation écrit entièrement en assembleur 32/64 .
Il est préemptif en temps réel et multiprocesseur.
La version 32 bits est distribuée sous la GPL.
La version 64 bits est distribuée sous la M64 License.
Menuet prend en charge la programmation en assembleur 32/64 bits pour des applications plus petites, plus rapides et moins gourmandes en ressources.
Menuet n'est pas basé sur un autre système d'exploitation, ni sur UNIX, ni sur les standards POSIX.
L'objectif de conception était de supprimer les couches entre les différentes parties du système d'exploitation, ce qui en temps normal complique la programmation et crée des bugs.
MenuetOS est avant tout destiné a la programmation en assembleur, cependant il est théoriquement possible de programmer dans un autre langage car l'en-tête des programmes peut être produit avec pratiquement n'importe quel autre compilateur.
La programmation sous MenuetOS est rapide et facile à apprendre. Son interface graphique est très simple à programmer.
Menuet64 peut faire tourner des applications 64 ou 32 bits.
La navigation Internet est implémentée, tout comme le support de l'USB.
La version 1.44.00 publiée le 4 Juillet 2022 a proposé pour la première fois un CD bootable.
Depuis la version 1.49.60, le boot en UEFI est supporté à l'aide d'Easyboot.

## Caractéristiques
- interface graphique : 16 M de couleurs, résolution jusqu'à 1920×1080
- multitâche préemptif 1000Hz, multithreading, multiprocesseur, protection ring-3
- SMP multiprocesseur (jusqu'à 32 cpu)
- USB 2.0 "HiSpeed" : imprimantes, Webcam, TV/Radio
- USB 1.1 Clavier et souris
- Ide : éditeur/compilateur pour les applications et le noyau
- sources des applications et du noyau inclus (sous GNU GPL)
- protocole TCP/IP avec des drivers PPP et Ethernet
- Client Email / FTP / HTTP / Echec et Serveur FTP / MP3 / HTTP
- Client VNC
- fenêtrage libre des applications, transparence, drag'n drop et personnalisation des fenêtres
- système de fichiers FAT32
- traitement des données en système temps réel
- quelques jeux
- programmation en langage C possible
- Tient sur une simple disquette mais peut démarrer depuis un CD ou une clé USB

Compte tenu de la petite taille de MenuetOS, il suffit d'une disquette de 1.44 Mo pour l'accueillir. L'ordinateur peut fonctionner avec MenuetOS sans disque dur. La configuration tient complètement en mémoire vive.